# Klaus Glahn
Klaus Glahn (Hannover, 23 de marzo de 1942) es un deportista alemán que compitió para la RFA en judo.
Participó en los Juegos Olímpicos de Tokio 1964 y Múnich 1972, obteniendo dos medallas, bronce en Tokio 1964 y plata en Múnich 1972. Ganó cinco medallas en el Campeonato Mundial de Judo entre los años 1967 y 1973, y tres medallas en el Campeonato Europeo de Judo entre los años 1963 y 1970.

## Palmarés internacional
| Representando al Equipo Alemán Unificado |                                 |                   |            |
| Juegos Olímpicos                         |                                 |                   |            |
| Año                                      | Lugar                           | Medalla           | Categoría  |
| 1964                                     | Tokio (Japón)                   | Medalla de bronce | Abierta    |
| Representando a la RFA                   |                                 |                   |            |
| Juegos Olímpicos                         |                                 |                   |            |
| Año                                      | Lugar                           | Medalla           | Categoría  |
| 1972                                     | Múnich (RFA)                    | Medalla de plata  | +93 kg     |
| Campeonato Mundial                       |                                 |                   |            |
| Año                                      | Lugar                           | Medalla           | Categoría  |
| 1967                                     | Salt Lake City (Estados Unidos) | Medalla de plata  | Abierta    |
| 1969                                     | Ciudad de México (México)       | Medalla de plata  | +93 kg     |
| 1971                                     | Ludwigshafen (RFA)              | Medalla de plata  | +93 kg     |
| 1971                                     | Ludwigshafen (RFA)              | Medalla de bronce | Abierta    |
| 1973                                     | Lausana (Suiza)                 | Medalla de bronce | Abierta    |
| Campeonato Europeo                       |                                 |                   |            |
| Año                                      | Lugar                           | Medalla           | Categoría  |
| 1963                                     | Ginebra (Suiza)                 | Medalla de oro    | +80 kg (A) |
| 1968                                     | Lausana (Suiza)                 | Medalla de oro    | +93 kg     |
| 1970                                     | Berlín Oriental (RDA)           | Medalla de oro    | +93 kg     |